# ريس ديفيز (كاتب)
ريس ديفيز (بالإنجليزية: Rhys Davies)‏ (و. 1901 – 1978 م) هو كاتب ويلزي، توفي في لندن، عن عمر يناهز 77 عاماً.

## جوائز
حصل على جوائز منها:
- نيشان الفنون والآداب من رتبة قائد (17 يناير 2013)[5]
- جائزة المنافسة العامة  [لغات أخرى]‏ (1946)